# 이노우에 와타루
이노우에 와타루(일본어: 井上 渉, 1986년 8월 7일 ~ )는 일본의 전 축구 선수이다.

## 구단 경력
그는 2005년부터 2017년까지 J리그의 나고야 그램퍼스, 도쿠시마 보르티스, 츠바이겐 가나자와, 가고시마 유나이티드 FC에서 활동하였다.